# Ööriku
Ööriku est un village d'Estonie situé dans la commune de Orissaare du comté de Saare.

## Galerie

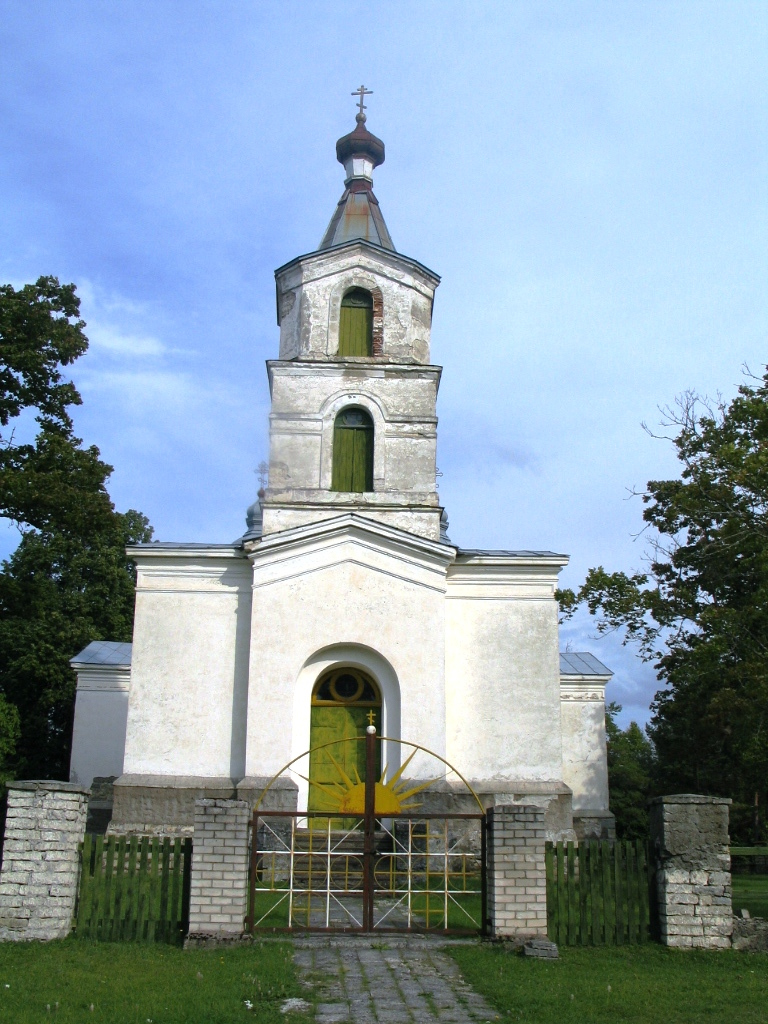
Église orthodoxe d'Ööriku
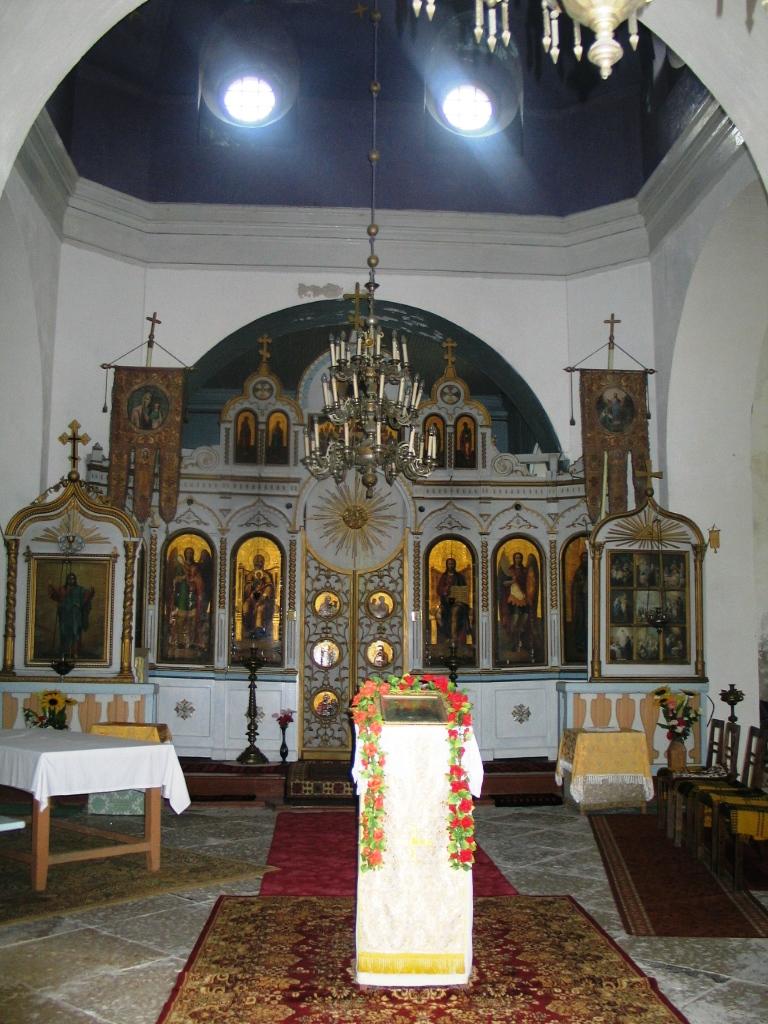
L'iconostase
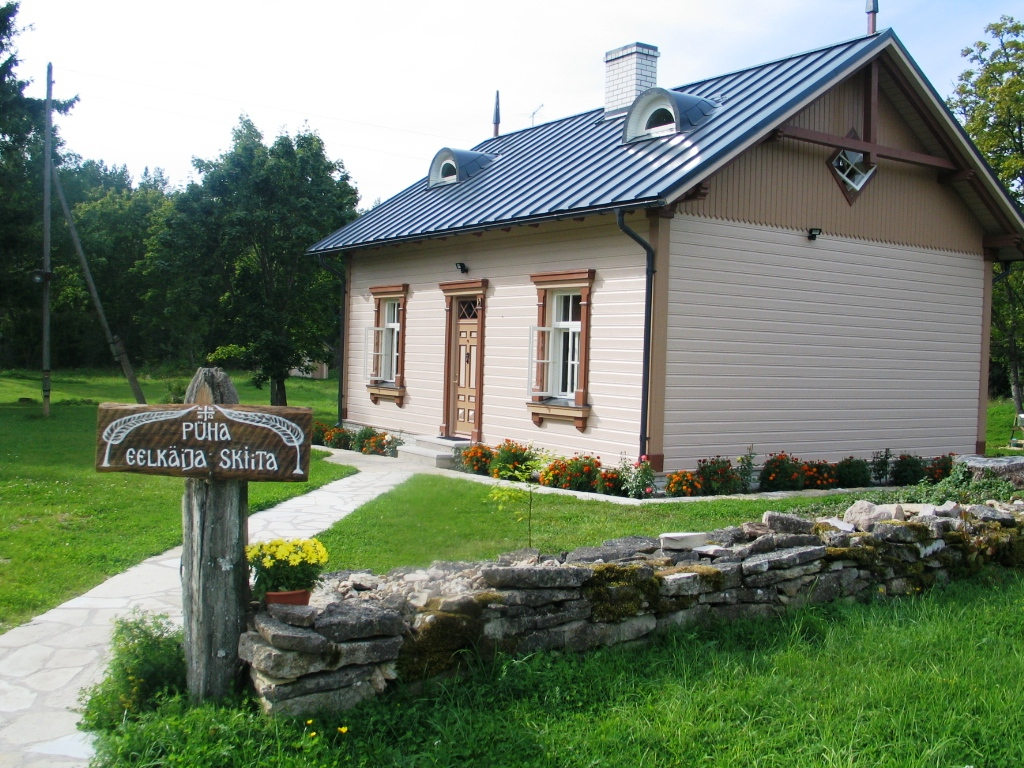
Skite d'Ööriku